# Toshiaki Haji
Toshiaki Haji (jap. 羽地 登志晃 Haji Toshiaki; ur. 28 sierpnia 1978) – japoński piłkarz występujący na pozycji napastnika.

## Kariera klubowa
Od 2000 do 2010 roku występował w klubach Cerezo Osaka, Sagawa Express Osaka, Montedio Yamagata, JEF United Ichihara, Kashiwa Reysol, Tokushima Vortis i Ventforet Kofu.